# Myrmarachne collarti
Myrmarachne collarti là một loài nhện trong họ Salticidae.
Loài này thuộc chi Myrmarachne. Myrmarachne collarti được Carl Friedrich Roewer miêu tả năm 1965.